# Torfit
Torfit ist ein steinartiger Baustoff auf Torfbasis der ehemaligen Torfit-Werke G. A. Haseke & Co in  Hemelingen bei Bremen. Seine Besonderheit ist, dass durch seine chemische Zusammensetzung die bakterielle Zersetzung und damit die Entstehung streng riechender Ammoniakverbindungen des an ihm haftenden Urins weitestgehend unterbleibt. Er wurde deshalb besonders in den 1920er Jahren verwendet und in Platten sowie Formstücken geliefert, die zur Herstellung von Urinalanlagen verwandt wurden.